# Азима
Азима (грч. ἄζυμα, лат. azyma бесквасни хлеб, преснац). Употребу бесквасног хлеба у обреду причешћа цариградски патријарх Михаило Керуларије (1000-1058) наводи као једну од „латинских јереси". У полемици између Запада и Истока (XI-XIV), Латини који употребљаваху бесквасни хлеб названи су „азимити“. Источна Црква противи се употреби азиме за евхаристијски хлеб, аргументујући свој став овако: то је остатак јудејске пасхе (Изл. 12,15-18; Пон. Зак. 16,4,8; Мт. 26,17); приликом установљења Евхаристије (Мк. 14,22; 2. Кор. 11,23) Христос је узео „хлеб“, то јест квасни хлеб; апостоли и прва Црква нису узимали азиму (Дела 2,42); азима прасликује смрт а не живот, док квасац представља душу у телу, односно непропадљиви елемент (Јн. 6,31,35,48, 51); употреба азиме изврће смисао Тајне Вечере, јер би она била проста пасхална вечера а не установа Евхаристије, Тајне Новога Завета; употреба азиме указује на посебну евхаристијску западну теологију.
У полемици са Јерменском црквом, која такође употребљава бесквасни хлеб, византијски теолози (нарочито Никита Ститат 1005-1092), доводе у везу употребу азиме и аполинаријевску христологију Јермена. Азима подразумева Аполинаријевство, јерес која оспорава да је Исус Христос, као човек, имао душу. Једна одлука Фирентинског сабора (1439) елиминише проблем азиме с листе контроверзи између Запада и Истока, допуштајући да се и квасни и бесквасни хлеб могу узимати у евхаристијском чину. У православној литургијској пракси евхаристијски хлеб треба да буде квасан, као символ људске природе Исуса Христа, одуховљене и нераспадиве. Обични квасни хлеб прасликује људску природу и показује Христову сасуштаственост са нашим човештвом.